# Dwarf Fortress
Slaves to Armok: God of Blood Chapter II: Dwarf Fortress, afgekort tot Dwarf Fortress is een computerspel ontwikkeld door Tarn Adams en uitgegeven door Bay 12 Games voor Windows, MacOS en Linux. Het is uitgekomen op 8 augustus 2006 en is een combinatie van een rollenspel en simulatiespel.

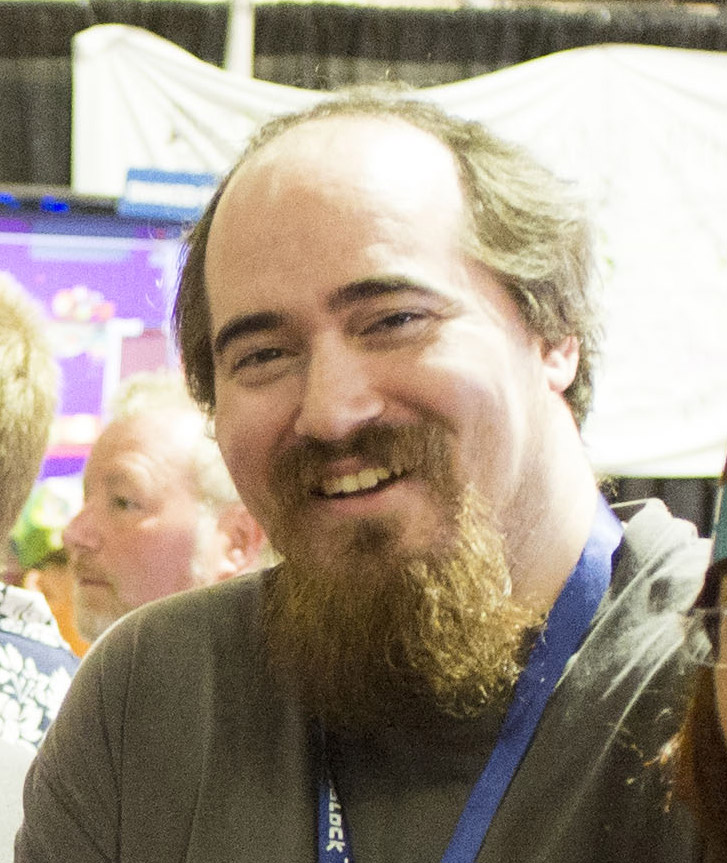
Spelontwikkelaar Tarn Adams.

## Spel
Het spel speelt zich af in een fantasiewereld met procedureel gegenereerde levels. Hierdoor zal, elke keer dat men een nieuw spel start, de indeling van het level verschillen. Bij download heeft het spel ASCII-graphics, de speler kan echter door het bewerken/toevoegen van bestanden "TileSets" toevoegen. De speler bestuurt indirect een groep dwergen en moet proberen om een sterk en gezond fort te bouwen.
Dwarf Fortress is een tekstgebaseerd computerspel met non-lineaire gameplay. De speler kan hierbij willekeurig opdrachten uitvoeren. Bij aanvang creëert de speler een wereld met continenten, oceanen en beschavingen. Er kan een plek worden gekozen om het dwergenfort op te bouwen. Elke dwerg in het spel heeft individuele eigenschappen, voorkeuren en vaardigheden. Een andere spelmodus is om als avonturier vrij de wereld te verkennen.
Aangezien er geen einddoel is, kan men het spel technisch gezien niet winnen.

## Ontvangst
Dwarf Fortress ontving gemengde recensies. Men prees de vernieuwende gameplay, maar kritiek was er op de hoge moeilijkheidsgraad. Het spel werd, naast andere spellen, geselecteerd voor een tentoonstelling over de geschiedenis van computerspellen in het Museum of Modern Art in 2012.
Op aggregatiewebsite Metacritic gaven spelers het spel een score van 8,4.